# Mártires armenios
Mártires armenios cristianos, son producto de persecuciones a los cristianos del régimen del imperio otomano en diversos tiempos y se han considerado mártires, producto del odio a la fe cristiana por sus perseguidores ("odium fidei"), razón imprescindible por el Vaticano para establecer como causa de beatificación, el martirio cristiano, asunto que debe ser evidente en las personas postuladas para estos beatos. 
Los mártires armenios postulados por la Iglesia Católica, muestran evidencia de ello, ya que por un lado se les pidió insistentemente convertirse al islam, renunciando a su fe católica, para salvar su vida y por el otro, la particular ferocidad practicada con los prisioneros por el régimen oficial, indica también el profundo odio de los perseguidores hacia los que dan testimonio de fidelidad a Cristo. Algunas víctimas que han sido reconocidos como beatos por la Iglesia Católica Romana y otros por la Iglesia Apostólica Armenia. 

## Mártires armenios según el Vaticano
La Iglesia Católica romana ha beatificado a algunos mártires producto de persecuciones religiosas otomanas en Armenia y son:
- Salvador Lilli, sacerdote franciscano de Orden de Hermanos Menores, italiano, párroco de Marash, y mártir en armenia, masacrado y sacrificado junto con 7 laicos armenios producto de las masacres hamidianas perpetradas en Marash por el sultán Abdul Hamid II, reinante en 1895, beatificado el domingo 3 de octubre de 1982, por su santidad Juan Pablo II quien proclamó beatos, al padre Salvador Lilli y a sus 7 feligreses armenios.
- Ignacio Maloyan fue un obispo franciscano, mártir y beato por la Iglesia católica armenia, sacrificado junto 27 miembros del clero católico armenio y 662 laicos perseguidos por su fe, que ofrecieron su sangre, por no haber querido abrazar otra religión, durante el genocidio armenio en 1915, por obra de la persecución a los cristianos, y miembros del decadente Imperio Otomano. Ignacio Maloyan y sus compañeros fueron beatificados el 7 de octubre de 2001 por el papa Juan Pablo II.
- Leonardo Melki franciscano capuchino sacerdote y fraile capuchino, maronita, mártir de genocidio armenio en Marash en 1915, víctima cristiana por negarse a apostatar. Se celebró el rito de beatificación en Beirut, Líbano, el 4 de junio de 2022 autorizado por el Papa Francisco.
- Tomás Saleh sacerdote capuchino, maronita, mártir en armenia, víctima del genocidio armenio en 1917, época que los armenios llaman o el "Gran Mal" (Medz Yeghern) Se celebró el rito de beatificación en Beirut, Líbano, el 4 de junio de 2022 autorizado por el Papa Francisco.

## Mártires armenios según la Iglesia Apostólica Armenia
La Iglesia Apostólica Armenia, iglesia sucesora de los apóstoles Bartolomé y Judas Tadeo, el 23 de abril del 2015, realizó celebración eucarística y rito de beatificación para un millón y medio de armenios que perecieron en el genocidio armenio cometido 100 años antes, entre 1915 y 1923 por el feneciente Imperio Otomano.
El evento fue una misa de conmemoración del centenario de los sucesos de 1915 al aire libre,  presidida por el patriarca de la iglesia armenia, Katolikós Gareguín II, en el complejo memorial Tsitsernakaberd y a escasos metros de la catedral de Echmiadzin, misma que acoge dos reliquias de gran relevancia para el mundo cristiano y que fueron mostradas a los asistentes, como son la cruz del Arca de Noé y la (supuesta) lanza sagrada con la que el centurión romano Longinos, clavó en el cuerpo de Cristo cuando éste estaba colgado en la cruz. También se incluyó como reliquias, un conjunto de restos óseos de las víctimas del genocidio en un solo osario, producto de la unificación de diversos osarios, que de ahora en adelante será objeto de culto y peregrinación. El acto fue considerado recientemente por el papa Francisco como "el primer genocidio del siglo XX".
“Millón y medio de armenios fueron deportados, torturados y asesinados, pero siguieron fieles a Cristo,” dijo Gareguín II durante la ceremonia de canonización, la más importante en cuanto al número de fieles canonizados, que jamás haya realizado una iglesia cristiana. La iglesia armenia, no canonizaba a nadie desde 1750, cuando lo fue el patriarca Movses Tatevatsi.
El servicio eclesiástico fue precedido por una breve procesión tradicional como lo es la anual Marcha de las Antorchas, como símbolos del genocidio que es desde la Plaza de la República hasta el Monumento de Dzidzernagapert, como se conoce al memorial del genocidio, que se encuentra a unos 15 minutos de auto del centro de Ereván, sobre una colina que domina la ciudad y es el corazón de las conmemoraciones del aniversario del genocidio año tras año mismo que se encuentra al lado del museo del genocidio.
Al acto asistieron varias decenas de miles de armenios, diversos descendientes de las víctimas del genocidio, el enviado del Vaticano cardenal Kurt Koch, a cargo del dicasterio para la promoción de la unidad entre los cristianos, Volkan Bozkir y de otras iglesias cristianas como la ortodoxa, coptos y algunas protestantes.
También asistieron autoridades políticas como el ministro de Asuntos Europeos de Turquía, quien por participará primera vez desde 1916 en una celebración lo que Ankara considera una guerra civil y no un genocidio y los presidentes de Armenia, Serge Sargsián, de Rusia, Vladímir Putin, Francia, Francois Hollande, así como cientos de periodistas de todo el mundo. Putin declaró que el genocidio armenio fue "uno de los acontecimientos más terribles y dramáticos de la historia de la Humanidad". 
Al evento se sumaron ese día, los templos armenios de todo el mundo, mismos que celebraron servicios eclesiásticos y colocaron conocidos cruceros de piedra armenios o Jachkar (jach, cruz; kar, piedra), las cuales agrupan unos 10 millones de miembros dispersos por el mundo, producto de la diáspora, que van desde Jerusalén, Damasco, Teherán, Moscú, Buenos Aires, Nueva York, Madrid, París, Berlín y Colonia.
El evento de la canonización fue seguido por un minuto de silencio y al terminar fue seguida por cien tañidos de las campanas de la catedral, mismos que se replicaron en todos los templos armenios del planeta sumados al unísono al recuerdo de los nuevos mártires canonizados. La iglesia turca anunció que también incluye la remembranza de los "armenios otomanos" caídos hace cien años. El presidente, Recep Erdogan, negó que esas muertes sean catalogadas de genocidio.

## Catedral de los santos mártires
El 24 de septiembre de 2015, la Catedral de los santos mártires en Gyumri, (40°46′54″N 43°50′43″E / 40.7817603, 43.8452668) una localidad de Armenia fue consagrada por Su Beatitud Krikor Bedros- XX Gabroyan,  patriarca católico de la Iglesia Católica Armenia, en comunión con el Vaticano, representado por su Eminencia Leonardo Sandri, prefecto de la Congregación para las Iglesias Orientales de la Iglesia Católica.